# Prisonnières des Japonais
Pour plus de détails, voir Fiche technique et Distribution.
Prisonnières des Japonais (Women of Valor) est un téléfilm américain réalisé par Buzz Kulik en 1986.

## Synopsis
Margaret Ann Jessup et ses camarades sont infirmières dans l'armée américaine au milieu des Philippines, et se retrouvent coincées dans la presqu'île de Bataan avec le reste des troupes abandonnées par le général Douglas MacArthur lors de l'expansion du Japon Showa. Commence pour elles un long calvaire dans des camps pour femmes tenus par l'armée impériale japonaise.

## Commentaire
- Fréquent jeu de filtres de caméras pour donner ou enlever la couleur, afin de passer des images d'archives aux images du film.
- La dernière phrase du film replace le film dans la pure fiction : "Historiquement, aucune femme n'a fait la marche de la mort de Bataan, mais ce film est dédié à la mémoire...".

## Fiche technique
- Autre titre français : Bataan, le camp de l'enfer (dvd)
- Durée : 100 min
- Pays :  États-Unis
- Langue : anglais
- Couleur
- Son : Mono
- Classification : USA : PG (accord parental)

## Distribution
- Susan Sarandon : Col. Margaret Ann Jessup
- Kristy McNichol : T.J. Nolan
- Alberta Watson : Lt. Helen Prescott
- Valerie Mahaffey : Lt. Katherine R. Grace
- Suzanne Lederer : Lt. Gail Polson
- Patrick Bishop : Capt. Matome Nakayama
- Terry O'Quinn : Maj. Tom Patterson
- Neva Patterson : Lady Judith Eason
- Jay Acovone : Capt. Rader